# AP1000

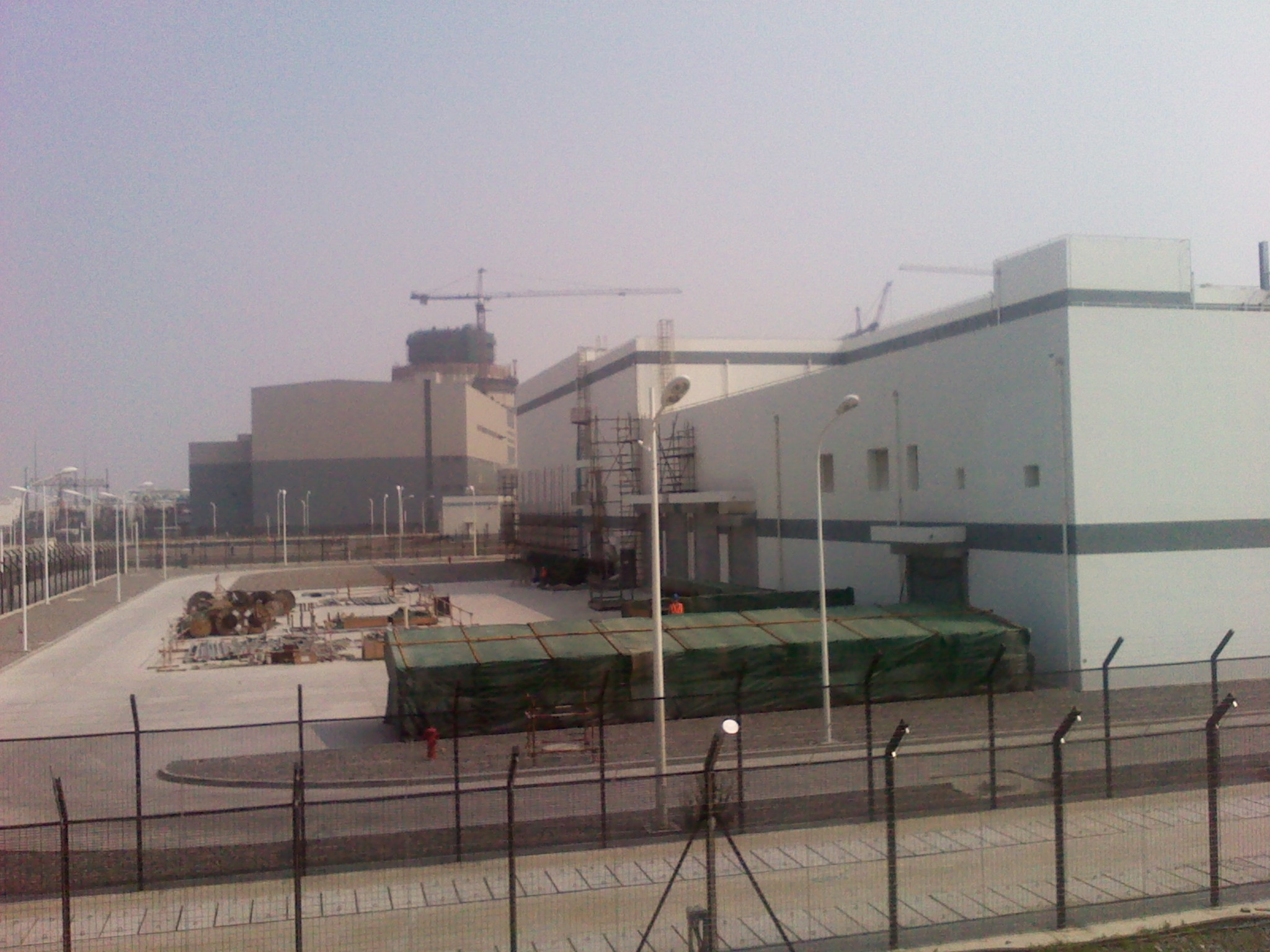
三門核電廠是首座採用AP1000技術而正式運行的發電廠。

AP1000（Advanced Passive PWR的简称）是西屋电气公司依照非能动核安全概念而设计和销售的第三代反应堆核电站方案，毛功率1250MWe，净功率1110MWe。

## 历史
2006年1月27日，美国核管理委员会（NRC）批准AP1000“设计控制文件”（The Design Control Document，简称DCD）第15版。这是美国核管理委员会（NRC）收到的最终设计批准的第一个第三代反应堆。这意味着，未来的美国建筑商可以在施工开始前申请建设和经营联合许可证，其有效性是有条件的：工厂要按照设计被建造，和每个AP1000应该完全相同。2006年3月8日，美国电力公司UnStart和田納西河谷管理局(TVA)，向NRC申报建造运行联合许可证（COL）。NRC要求报送AP1000的设计资料和与建设项目相关资料，包括：与建造运行许可证相关的AP1000的标准设计资料；详细设计工作中对标准设计的修改;关于标准设计的有关设计控制文件、设计过程、设计方法、设计验收规范等方面的资料；有关检验、试验、分析和验收标准等的资料(ITAAC)。
2006年12月中美签署两国政府《关于在中国合作建设先进压水堆核电项目及相关技术转让的谅解备忘录》及2007年7月中国企业与西屋公司签订AP1000技术转让和依托项目核岛工程合同。2008年中国开始建设AP1000-2005的设计的四个单元。
2007年5月，AP1000的设计通过了European Utility Requirements（EUR）审查，其审查结论是有1%的不符合项(non-compliant),限期在18个月内修正,有8%的项目其实是不可实现的高指标(not accessible at this time)。2007年中，AP1000申报英国监管当局的GDA评审，2011年评审计划到期。
西屋公司继续对AP1000改进设计，向NRC报送了DCD16版(2007年5月26日)、DCD17版(2008年9月22日)、DCD18版(2010年12月1日)，但这3个版本并不具有法律效力，2011年6月13日向NRC提交了DCD19版。2011年12月22日NRC正式批准了AP1000的DCD19版。此后，NRC确认DCD19版是唯一有效的版本，用原15版认证证书至2021年2月27日的有效期起止点定为19版的有效期，19版把15版全部覆盖，15版证书被撤销。2011年12月NRC决定对AP1000的ITAAC审批推迟到装料运行之前。2012年2、3月，NRC分别给美国国内的4台机组项目颁发了建造运行联合许可证（COL）。
首台AP1000反应堆正在中国三门县的三门核电站建造，其各项关键设备，如主泵，已开发成功，预计将按时发电。
2012年2月9日、3月30日，美国核管理委员会分别批准了南方电力在佐治亚州的Vogtle厂址和南卡罗来那电力与燃气公司在南卡罗来那州的V.C.Summer厂址各两台AP1000机组的建设运营联合许可证（COL））。V.C.Summer的两台机组分别于2013年3月11日和11月4日完成核岛底板混凝土浇注。2017年3月，西屋公司根据美国《破产法》第11章申请破产保护。2017年6月10日和7月28日，东芝先后发布声明，宣布与Vogtel及V.C Summer项目业主达成协议，将为两个项目业主分别赔偿36.8亿美元和21.68亿美元。2017年7月31日，分别持有V.C.Summer核电项目55%与45%股份的业主南卡罗来那电力与燃气公司与Santee Cooper各自发布声明，宣布将停止V.CSummer项目两台机组的建设。
为遵从EUR标准，AP1000标准设计作了修改，其中一项是把正常余热排出系统（normal residual heat removal system， RNS）物理上分为两个独立的系统，以改进工厂纵深防御能力。
2015年3月重新启动英国监管当局ONR的GDA第二轮评审。2017年3月30日，AP1000的改进设计通过了英国监管当局的GDA评审。

## 总体概况
AP1000是西屋公司开发的一种双回路1000 MW的压水反应堆核电机组，其主要特点有：采用非能动的安全系统，安全相关系统和部件大幅减少、具有竞争力的发电成本、60年的设计寿命、数字化仪控室、容量因子高、易于建造(工厂模块制造和现场建造同步进行)等，其设计与性能特点满足用户要求文件（URD）的要求。 
世界上首台AP1000核电机组为三门核电站一号机组。内陆核电站和今后新开工建设的核电项目将以AP1000堆型为主。

## 主要技术特点

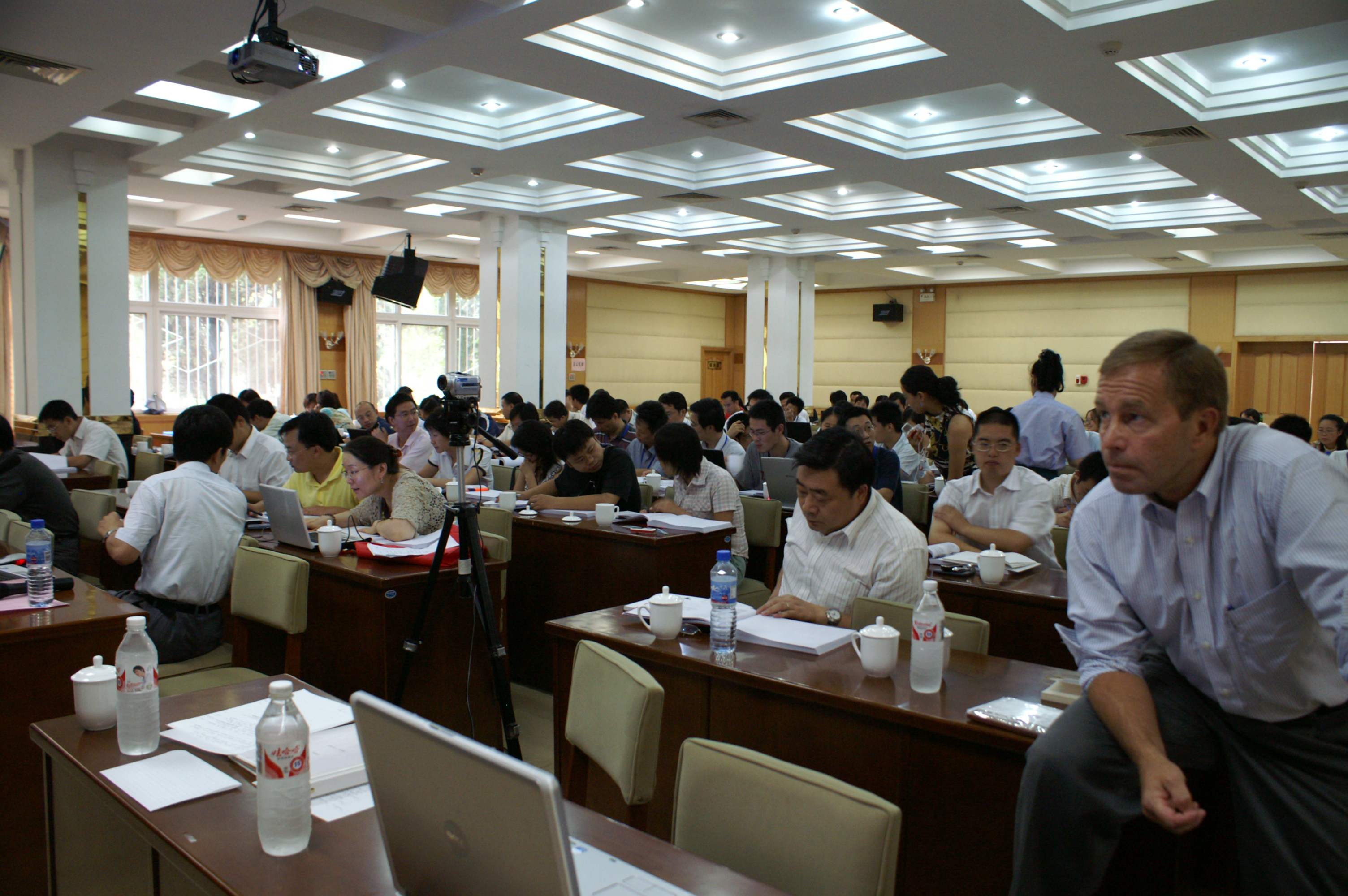
中國三門核電廠AP1000建設會議

反应堆采用西屋成熟的Model314技术，该技术已成功地用于比利时、美国的多个电站上。 
反应堆冷却系统为二环路设计，每个环路通过冷却剂管道联接有一台大容量蒸汽发生器和两台密封式的冷却剂泵，此外冷却系统上还联接有一台稳压器。 
采用非能动的安全系统。它采用双层安全壳，并保留了AP600的非能动安全系统的构架，系统设计简化，安全性大大提高。 仪控系统是基于Sizewell B的全数字技术而开发完成的，特别采用了经验证的数字化安全系统，采用了紧凑型的工作站式的控制室，采用了基于影像技术的人机接口。
一回路主泵由位于美国宾夕法尼亚州匹兹堡北郊切斯威克的柯蒂斯-莱特流体控制公司电气-机械分部（EMD）设计制造。重67吨、直径达2米、高6.5米，采用高惯量飞轮大功率屏蔽电机泵，60年运行期间免维修。主泵的整个转子组件(包括水力部件和电机转子)由位于电机两端的径向滑动轴承和下部的双向推力轴承支承；轴承由一回路水润滑和冷却，采用石墨-硬质合金摩擦轴瓦。每套蒸汽发生器安装两台主泵。首台主泵于2007—2009年制造。2009年9月12日开始500小时型式试验，全速运转挺泵后惰转时发现问题。2012年4月16日，首台AP1000主泵完成了最后耐久试验，2012年5月三门核电站的4台主泵从匹兹堡发运中国，三门1号机组预期于2013年底并网发电。2013年1月13日，产品试验后拆检时发现叶轮入口叶片部分缺失，调查分析确认是分包商制造的叶轮铸件的入口叶片补焊时，未按照批准的程序文件进行质量管控；为此已运至三门的4台主泵运返EMD公司更换叶轮和导叶并重新进行出厂试验。失水试验发现轴承部件抵抗热瞬态冲击能力需要加强，改进后于美国东部时间8月10日至16日做了改进试验。第2次工程与耐久性试验时出现推力瓦的卡件局部疲劳断裂。2015年2月25日开始第3次工程与耐久试验，包括冷态性能试验、热态性能试验、温升和电气平衡试验(热停堆)、服役循环试验、失电试验、失去外部冷却水试验、反转运行试验等15项，至5月20日完成试验。中国沈鼓集团核电泵业公司、哈电集团动力装备公司是EMD主泵技转对象，负责中美两国4套AP1000级组的16台主泵的部分零部件分包制造及2台追加主泵整机的总装。2015年8月12日，国家核电公司有关方面确认最后一次主泵耐久性试验后的拆解过程中发现叶轮出现轻微裂痕（主泵叶轮存在“非线性显示”），美国方面正在出具该裂痕报告。2015年10月主泵通过审查。

## 中国的AP1000
中国建造了4座AP1000反应堆

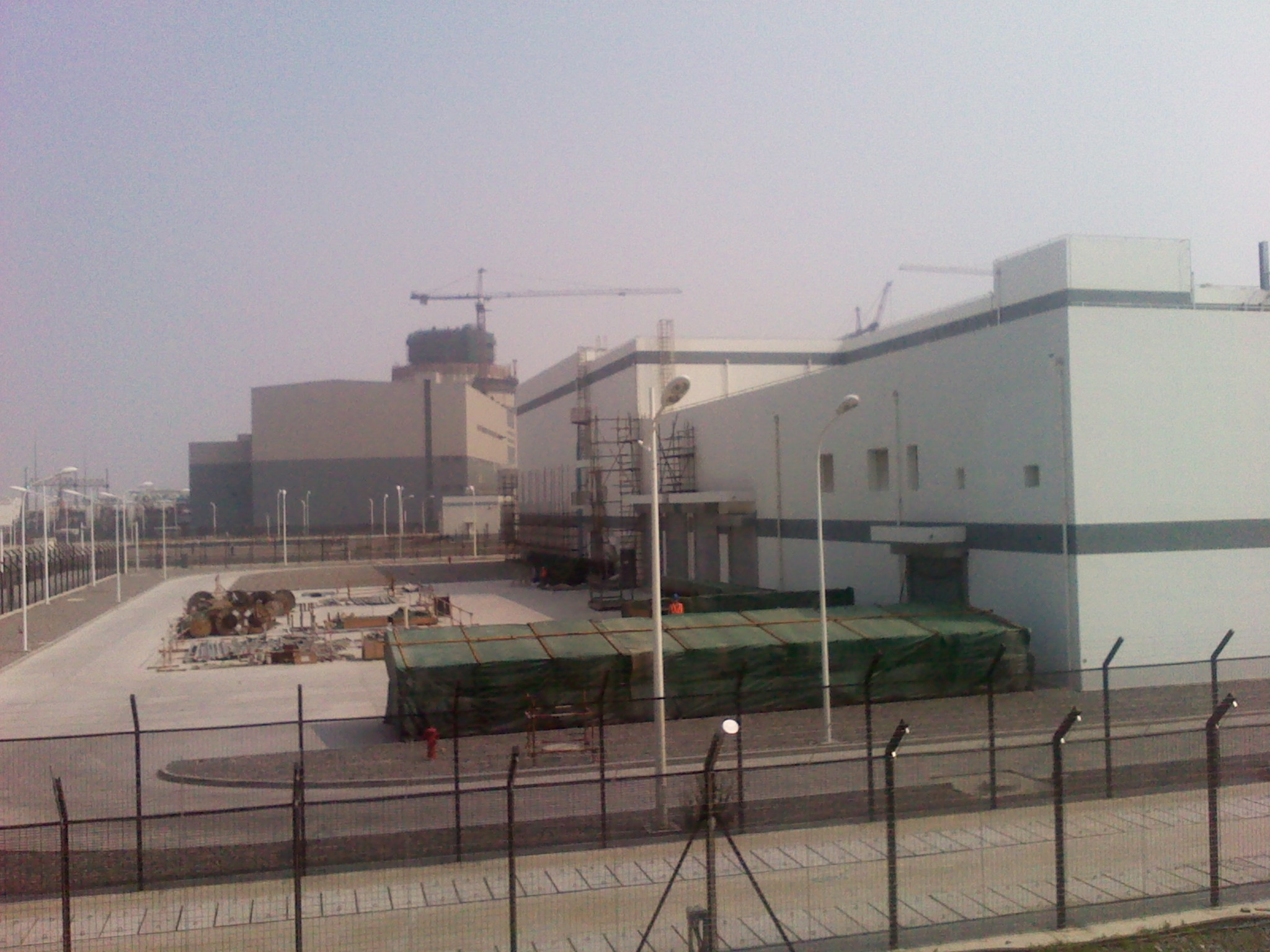
三门核电站，2018年成为世界第一座商业运营的AP1000

- 三门核电站一号机组、二号机组分别于2018年7月2日、2018年8月24日并网发电；[23]
- 海阳核电站一号机组、二号机组分别于2018年10月22日[24]，2019年1月9日[25]并网发电。

2020年，海阳核电站、陆丰核电站、三门核电站、徐大堡核电站的8座核反应堆建设的前期工作已经就绪。

## 故障
三门核电站2号机组在运营后发生主泵故障造成近一年的停机，目前机组已经恢复运营。

## 参見
- 美国的核安全
- 美国核能
- 中华人民共和国核工业
- CAP1400
- 上上電纜